# Einaudi (maison d'édition)
Pour les articles homonymes, voir Einaudi.
La maison d'édition Einaudi est l'une des principales maisons d'éditions italiennes, appartenant depuis 1994 au groupe Mondadori.

## Naissance et premiers succès
Fondée à Turin le 15 novembre 1933 par Giulio Einaudi (1912-1999), fils de l'économiste Luigi Einaudi qui, après la Seconde Guerre mondiale, devient gouverneur de la Banque d'Italie, puis président de la République. Le premier livre publié par Einaudi fut, en 1934, un essai de Henry Wallace, Que veut l'Amérique ? Aussitôt il irrita Mussolini, ce qui donna une publicité involontaire à l'ouvrage. Giulio Einaudi n'avait alors guère plus de vingt ans. Autour du jeune éditeur s'était formé un petit groupe d'amis de lycée qui s'appelaient Leone Ginzburg, Massimo Mila, Cesare Pavese, Norberto Bobbio. Rapidement Einaudi devint le point de rencontre de toutes les intelligences antifascistes de l'époque. Le premier grand succès de l'après-guerre fut Le Christ s'est arrêté à Eboli, de Carlo Levi, vendu à soixante mille exemplaires. Mais la consécration vint surtout de la publication des Lettres et des Cahiers d'Antonio Gramsci : le secrétaire du PCI Palmiro Togliatti avait préféré donner le manuscrit à Einaudi plutôt qu'à la maison d'édition appartenant à son parti. Einaudi se marquait à gauche, mais son ouverture d'esprit allait aussi dans une certaine mesure influencer les communistes.

## Les auteurs Einaudi et le comité de lecture
La maison Einaudi a notamment publié les œuvres de Natalia Ginzburg, Leone Ginzburg, Elio Vittorini, Gianfranco Contini, Cesare Segre, Adriano Prosperi, Elsa Morante, Italo Calvino, Cesare Pavese, Leonardo Sciascia, Eugenio Montale, Giorgio Bassani, Beppe Fenoglio, Primo Levi, Paolo Volponi, Claudio Magris, avec d'autres brillants intellectuels tels que Felice Balbo, Norberto Bobbio, Cesare Cases, Gianfranco Contini, Oreste del Buono, Carlo Dionisotti, Franco Fortini, Carlo Fruttero, Antonio Giolitti, Franco Lucentini, Massimo Mila, Carlo Muscetta, Vittorio Strada et Franco Venturi, ont siégé pour longtemps au comité de lecture lequel, sur le modèle de celui de Gallimard, chaque mercredi donnait un avis collectif sur les manuscrits et sur les auteurs étrangers susceptibles d’être traduits en italien. En tout cas Giulio Einaudi, dont le bras droit a été pour trente ans Giulio Bollati (1924-1996), se réservait toujours l'avis définitif.

## Le projet culturel
À partir de 1965, la maison Einaudi a publie également une monumentale biographie de Mussolini en dix volumes de six cents pages chacun de l'éminent historien Renzo De Felice, ouvrage qui fait toujours référence. Entre 1967 et 1975, il a publié également une histoire du Parti communiste italien (PCI) en cinq tomes, à laquelle s'était attelé Paolo Spriano, un historien qui en 1956 s'était éloigné du PCI à cause de la répression de l'insurrection de Budapest. Ces travaux historiques méritent d'être privilégiés, car ils permettent, d'entrée de jeu, de percevoir l'horizon idéal de l'éditeur turinois : depuis la fondation de sa maison, il s'est toujours agi de mettre en œuvre un projet culturel au niveau de la nation : pas de régionalisme, une perspective italienne. Cela n'a rien à voir avec une quelconque "Italie éternelle", mais implique la conscience que ce sont les expériences déterminantes de l'Italie contemporaine qui indiquent le sens d'une entreprise culturelle : antifascisme, Résistance, apprentissage de la démocratie. C'est dans cette perspective qu'il convient de comprendre toute une série d'opérations culturelles : dans les dernières années du fascisme et après la libération, une politique systématique et réfléchie de traductions, qui ont largement contribué à réinsérer l'intelligentsia italienne dans la vie intellectuelle internationale après la période de nationalisme culturel ; les expériences de Vittorini (le journal politico-culturel Il Politecnico en 1946-1947, les recherches narratives de la collection I Gettoni dans les années 1950, la revue Il Menabò au début des années 1960) ; la prestigieuse collection rouge des Saggi.

## Les traductions
En 1950, Einaudi a été le premier éditeur à publier en Italie À la recherche du temps perdu de Marcel Proust, dans une traduction collective à laquelle se sont attelés, entre autres, Natalia Ginzburg, Franco Fortini et Giorgio Caproni. Parmi les collections, la Biblioteca della Pléiade, modélisée sur la Bibliothèque de la Pléiade en association avec Gallimard.
On trouve dans son catalogue plusieurs auteurs français de renom : Roland Barthes, Simone de Beauvoir, Samuel Beckett, François Bégaudeau, Emmanuel Carrère, Louis-Ferdinand Céline, Jean Echenoz, Eugène Ionesco, Jacques Lacan, Jacques Le Goff, Jean-Patrick Manchette, Patrick Modiano, Raymond Queneau, Nathalie Sarraute, Fred Vargas, Jean-Pierre Vernant, Marguerite Yourcenar, ainsi que certains classiques tels que Chateaubriand, Guy de Maupassant, Molière, Stendhal, Rimbaud et Baudelaire.

## La crise et le passage de propriété
En 1983, la maison a subi de graves difficultés, et en 1994, après une phase pendant laquelle l'on avait même fait recours à l'intervention de l’État et à la nomination d'un commissaire extraordinaire, le groupe Mondadori est entré dans son capital. Giulio Einaudi, qui en 1988 après un apparent retrait avait regagné la présidence de la maison qu'il avait créée il y a cinquante-cinq ans, est décédé le 5 avril 1999. Pour autant, Einaudi demeure l'un des fleurons de l'édition de qualité et affiche l'un des plus beaux catalogues qui soient.